# Lednikovoe
Lednikovoe är en sjö i Antarktis. Den ligger i Östantarktis. Australien gör anspråk på området. Lednikovoe ligger 281 meter över havet.